# Jin Dogg
Jin Dogg（ジン ドッグ、1990年9月10日 - ）は日本のラッパー。「Jin Dogg」の名前はSnoop Doggと珍島犬（韓：진돗개、Jindotgae）に由来する。本名はJake Yoon。

## 来歴

### 生い立ち
1990年に大阪府大阪市生野区桃谷で誕生。母親は韓国から来た韓国人、父親は在日2世である。父親は子供の頃からいなかった。保育園まで生野区で育ち、大阪市内を転々としたのち天王寺区に引っ越す。当時の天王寺区は在日韓国人が少なかったためいじめを受ける。10歳で渡韓し、現地の日本人学校に通う。韓国では「日本人である」という理由からいじめを受け、アイデンティティに悩んだ彼は「一回グレた」こともあった。
14歳違いの姉の影響からヒップホップ文化に慣れ親しみ、小学5年生のときからヒップホップ音楽を聴きはじめる。中学2年生の後半から3年生でヒップホップを一気に好きになり、スヌープ・ドッグをはじめとするGファンクや、ノトーリアス・B.I.G.などを聴いていた。また、韓国で「当時流行っていた」Deepflowなどを好んでいた。日本語ラップではZeebraを聴いていたほか、OZROSAURUSの『Rollin’ 045』に衝撃を受けた。オーストラリアに半年間留学した際に格闘ゲームのDef Jam: Fight for NYに出会い、影響を受ける。このとき買ったリュダクリスのファーストアルバムが、初めて買ったヒップホップのCDであった。留学後は韓国のアメリカンスクールに入学し、友人が英語でフリースタイルをしていたのをきっかけに、自らもラップを始める。18歳でアメリカンスクールを退学し、日本の高校に転入する。
その後も韓国の友人と、スカイプで遊びの一環としてラップを続け、その延長でリル・ウェインの『A Milli』のビートで韓国語ラップを作る。友人に誘われてANARCHYと般若のライブを見たことをきっかけに、高校卒業後の2011年よりライブやレコーディングなどをするようになった。はじめてレコーディングした曲は『24 BARS TO KILL』の歌詞を英訳したものだった。地元の友人に一二三屋のサイファーに連れて行かれ、そこでWILYWNKAやYoung Cocoと知り合う。

### キャリア
楽曲を録り溜め、2012年3月に初のEP『Welcome to Bang Bang I.K.N』を発表する。しかし、EPをリリースした後Jin Doggは違法薬物売買で大々的な失敗を犯してしまい、活動を休止する。「いるのが気まずくなった」Jin Doggはミナミを飛び、3年ほどラブホテルの清掃員などをして過ごした。「もともとハスラーキャラでもないし、ボスって感じでもない」というJin Doggは音楽性と自己の矛盾に悩んでいたが、休止期間にKOHHやMonyHorseの「ありのままを歌う」スタイルに出会い、道を見出す。Jin DoggはKOHHらの淡白なリリックに対して「どろどろとした」音楽を作りたいと考え、その中でBonesのライブスタイルやSuicideboysに強い影響を受ける。
2015年ごろ、イベントで紹介されたスタジオオーナーのYoung Yujiro(当時の名義はRadoo)と意気投合する。Jin DoggはYoung Yujiroのスタジオに通うようになり、ファーストミックステープ『1st High ～抱腹絶倒～』をリリースするにあたりレーベル「Hibrid Entertainment」を共同設立した。この頃キース・エイプやOkasianを通してトラップに触れる。このことにより、それまでGファンクの影響が強かったJin Doggの音楽性はトラップに近づいた。2017年にはセカンドミックステープ『2nd High』をリリースする。同ミックステープも1stと同様のスタイルで作られたが、ホラー映画のようなイメージが志向された。
2019年12月にアルバム『SAD JAKE』『MAD JAKE』の2枚組アルバムをリリースする。両アルバムでは激しさと感傷的さの二面性がテーマとなった。2023年12月に2ndアルバム『Blood&Bones (BLOOD)』をリリースする。同アルバムも2枚組であり、2月17日に対となるアルバムである『Blood&Bones (BONES)』がリリースされた。

## 音楽性
リリックの書き溜めはあまりせず、基本的にはスタジオで全てを仕上げるスタイルを取っている。楽曲制作のときには感情を重視しており、音楽を自分なりのストレス発散方法であるとしている。押韻をあまり重視せず、関西弁を生かした、話しているようなスタイルのラップを得意とする。
好きなアーティストとしてBones・Smokepurpp・Ghostemaneを挙げる。また、影響を受けたアーティストとしてANARCHY・MACCHO・漢・メシアTHEフライ・Gizmo・Baneを挙げる。

## ディスコグラフィー

### アルバム
| タイトル              | 発売日         | 備考 |
| --------------------- | -------------- | ---- |
| SAD JAKE              | 2019年12月13日 |      |
| MAD JAKE              | 2019年12月13日 |      |
| Blood & Bones (BLOOD) | 2023年12月16日 |      |
| Blood & Bones (BONES) | 2023年2月17日  |      |

### EP・ミックステープ
| タイトル                                | 発売日         | 備考                    |
| --------------------------------------- | -------------- | ----------------------- |
| 1st High "抱腹絶倒" mixed by DJ BULLSET | 2016年4月19日  |                         |
| 2nd High "魑魅魍魎" mixed by DJ BULLSET | 2017年10月13日 |                         |
| 3rd High "起死回生" mixed by DJ BULLSET | 2020年11月30日 |                         |
| HELL GATE                               | 2019年10月25日 | OVER KILLとのコラボEP。 |
| You Don't Know                          | 2021年10月7日  |                         |

## 出演

### 映画
- Sin Clock（2023年2月10日） - ヤス 役[16][17]

### インターネットテレビ
- my name is（ABEMA、2022年5月22日）[18]
- 警視庁麻薬取締課 MOGURA（ABEMA、2025年1月9日〈予定〉 - ） - 火薬 役[19]